# Kaufhaus des Westens

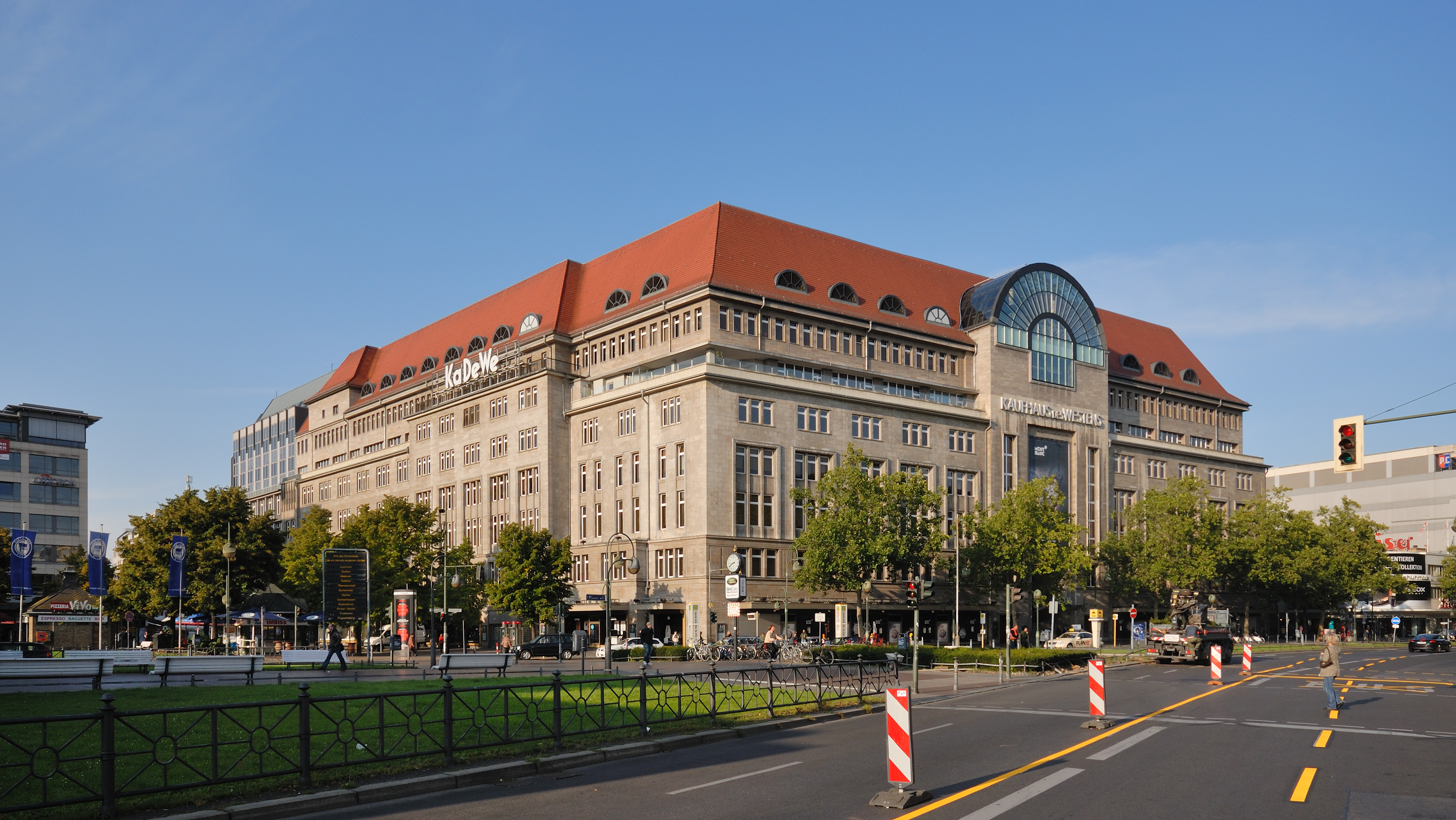
KaDeWe nära Wittenbergplatz.

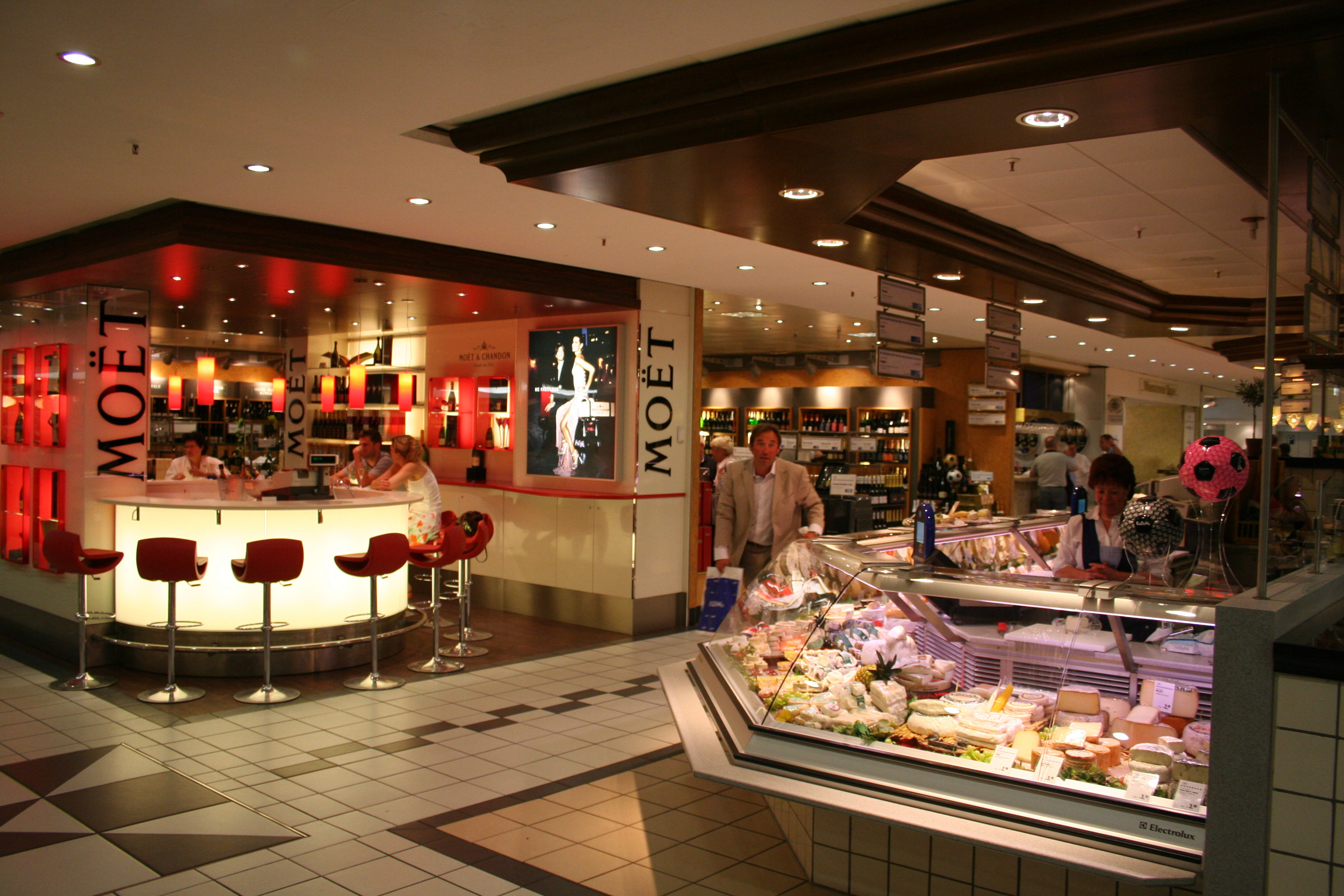
Delikatessavdelning

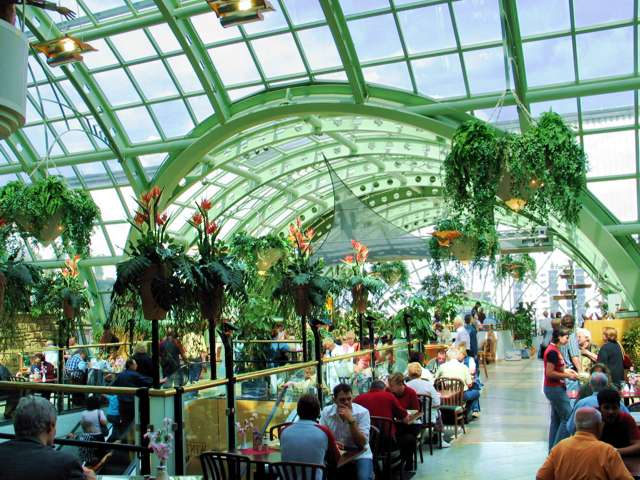
Restaurangplan

Kaufhaus des Westens, eller mer känt som KaDeWe, är ett varuhus i Berlin.
Kadewe är ett av världens största varuhus. Kadewe har en lång historia som berlinarnas varuhus och har blivit en stor turistattraktion. Kadewe är beläget vid Tauentzienstrasse och Wittenbergplatz i området Neuer Westen.

## KaDeWe
Kadewe är med sina 60 000 kvadratmeter Europas näst största varuhus efter Harrods i London. Dagligen besöker mellan 40 000 och 50 000 kunder Kadewe och i julhandeln är det inte ovanligt med upp emot 100 000 besökare.
Kadewes sortiment består av omkring 400 000 artiklar varav 34 000 går att finna i gourmetavdelningen där varuhuset saluför omkring 1 200 sorters korv, 1 300 ostsorter, 3 400 vinflaskor, 400 whisky-, 100 kaffe- och 350 tesorter.

## Historia
Köpmannen Adolf Jandorf grundade 1905 ett varuhus som arkitekten Johann Emil Schaudt gestaltade och som den 27 mars 1907 öppnade som Kaufhaus des Westens (Kadewe, delen av Berlin där varuhuset ligger kallades Neuer Westen) med fem våningar och 24 000 kvadratmeter försäljningsyta. Snabbt avancerade varuhuset genom sin modernitet och exklusiva utbud till ett av Berlins mest populära inköpsadresser. Tauentzienstraße gick från att vara en ren bogata till en inköpsboulevard. 
Från 1927 tillhörde varuhuset varuhuskoncernen Hermann Tietz. 1929-1930 följde en om- och tillbyggnadsfas genom arkitektern Schaudt och H. Ströming. På grund av den så kallade ariseringen tvingades man sälja varuhuset och Hermann Tietz blev från 1934 Hertie. Varumärket med namngivarens begynnelsebokstäver fortsatte att användas. Under andra världskriget havererade ett allierat flygplan in i takvåningen 1943 och varuhuset blev till stora delar utbränt.
Efter krigsslutet hade man redan 1950 byggt upp de två första våningarna. 1967–1977 följde nya om- och tillbyggnader och varuhuset förfogade över 44 000 kvadratmeter. Direkt efter Berlinmurens fall upplevde inköpsmeckat 10 november 1989 dess största pådrag i historien.
1994 blev varuhuset en del av Karstadt som tog över Hertie och verksamheten kom att ingå i KarstadtQuelle AG. 2015 köptes KaDeWe av Central Group/La Rinascente.

## Bilder

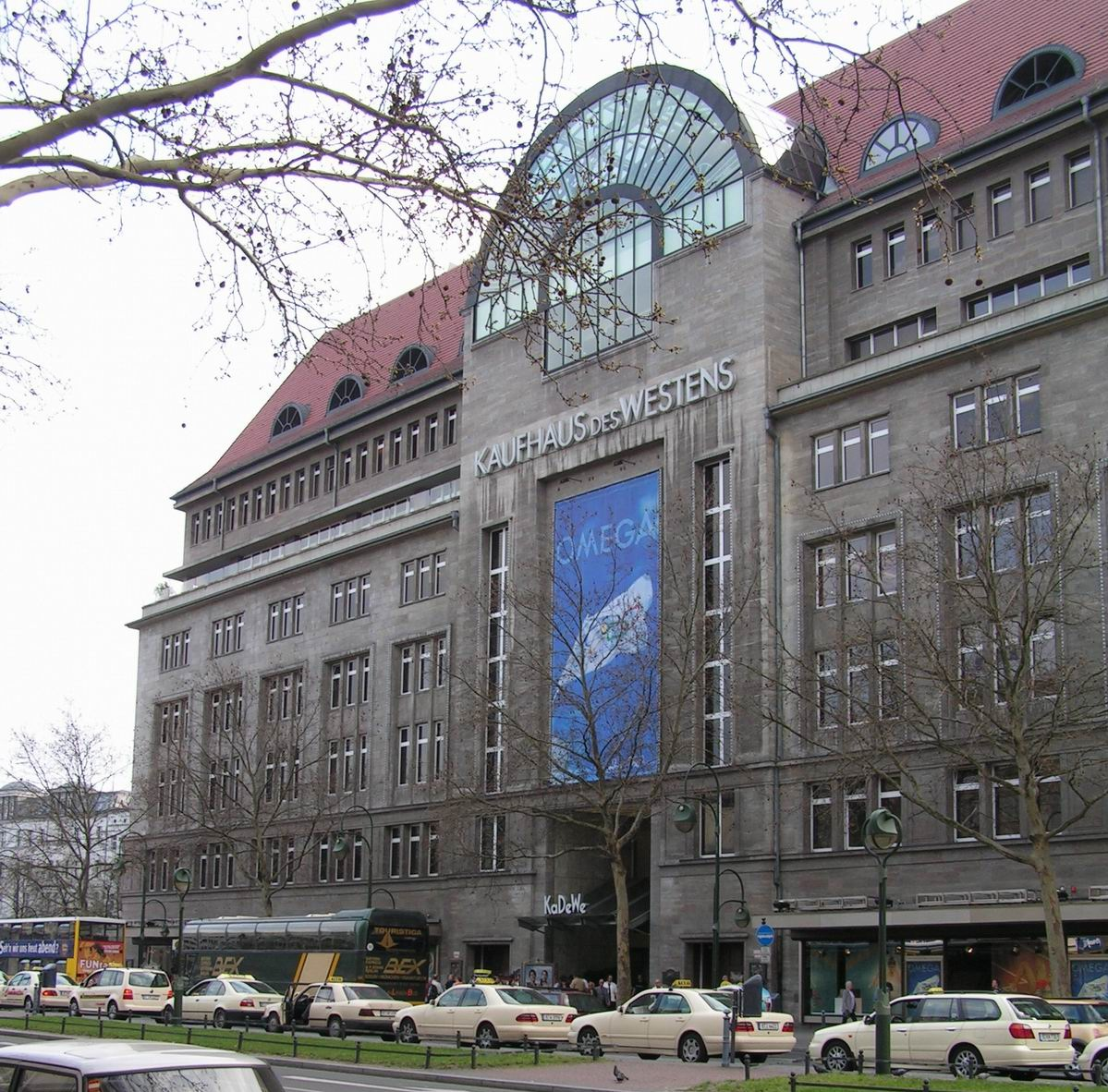
KaDeWe är beläget vid Tauentzienstrasse
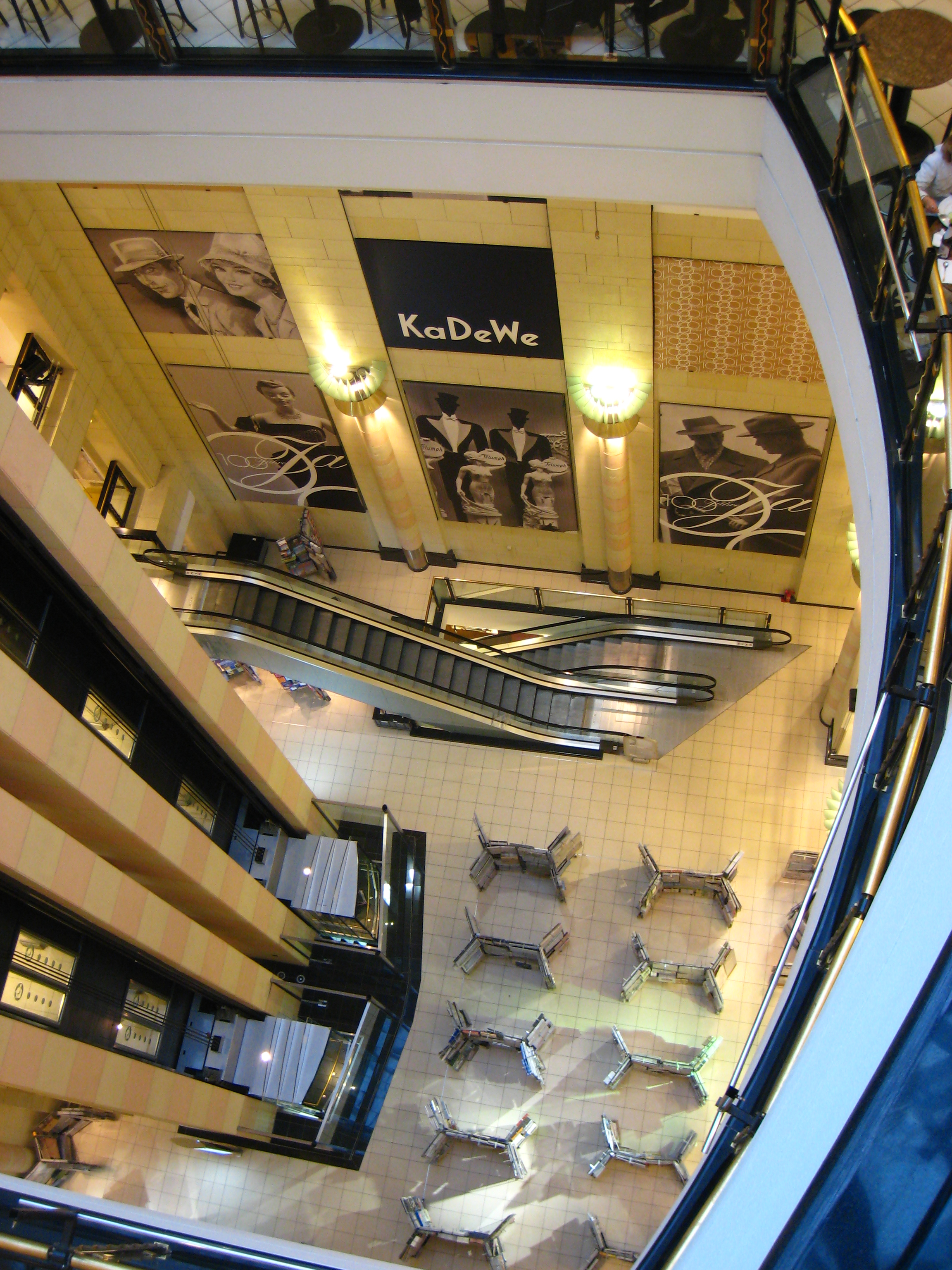
Inuti KaDeWe
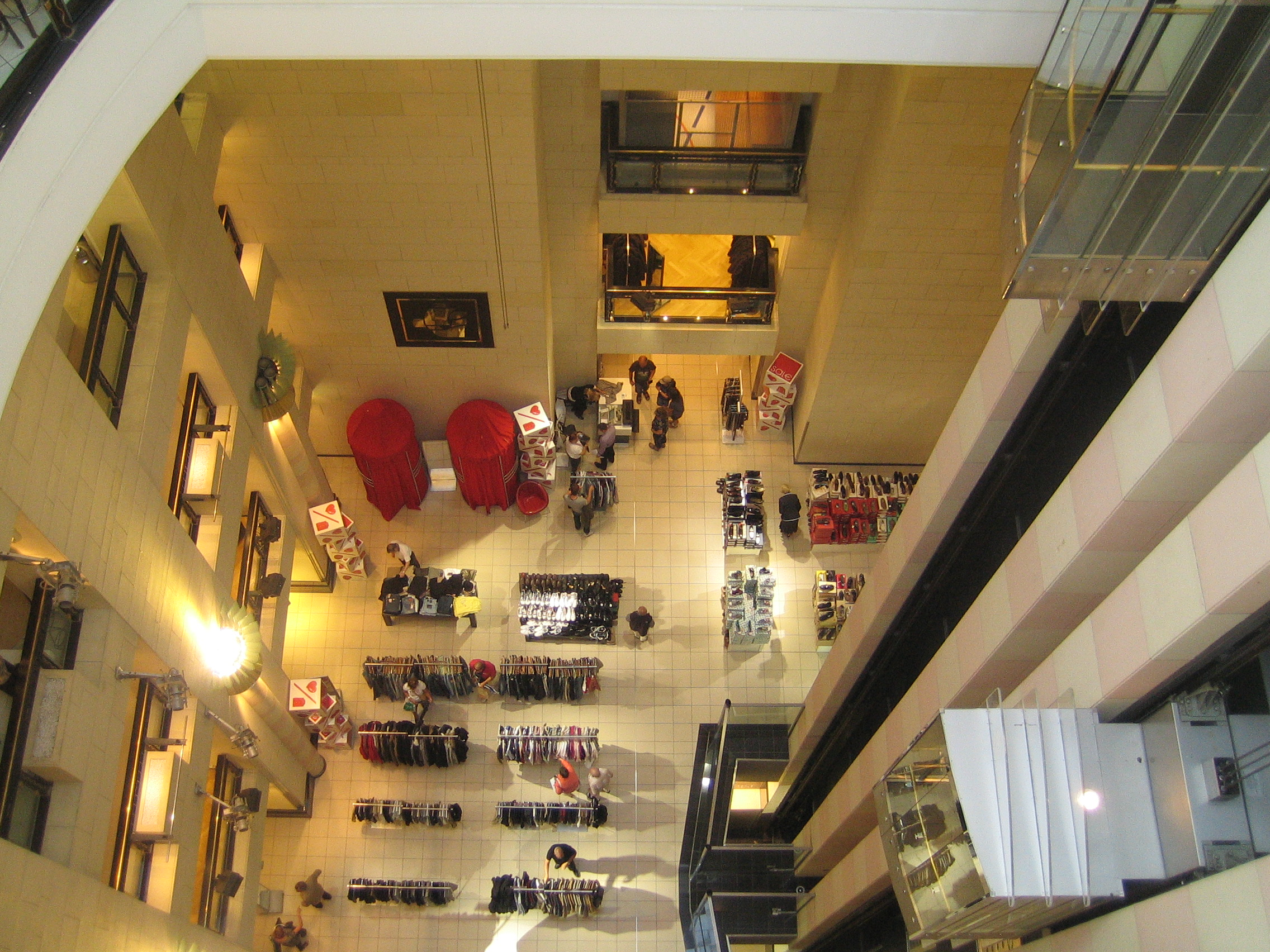
Hissar
Logotyp
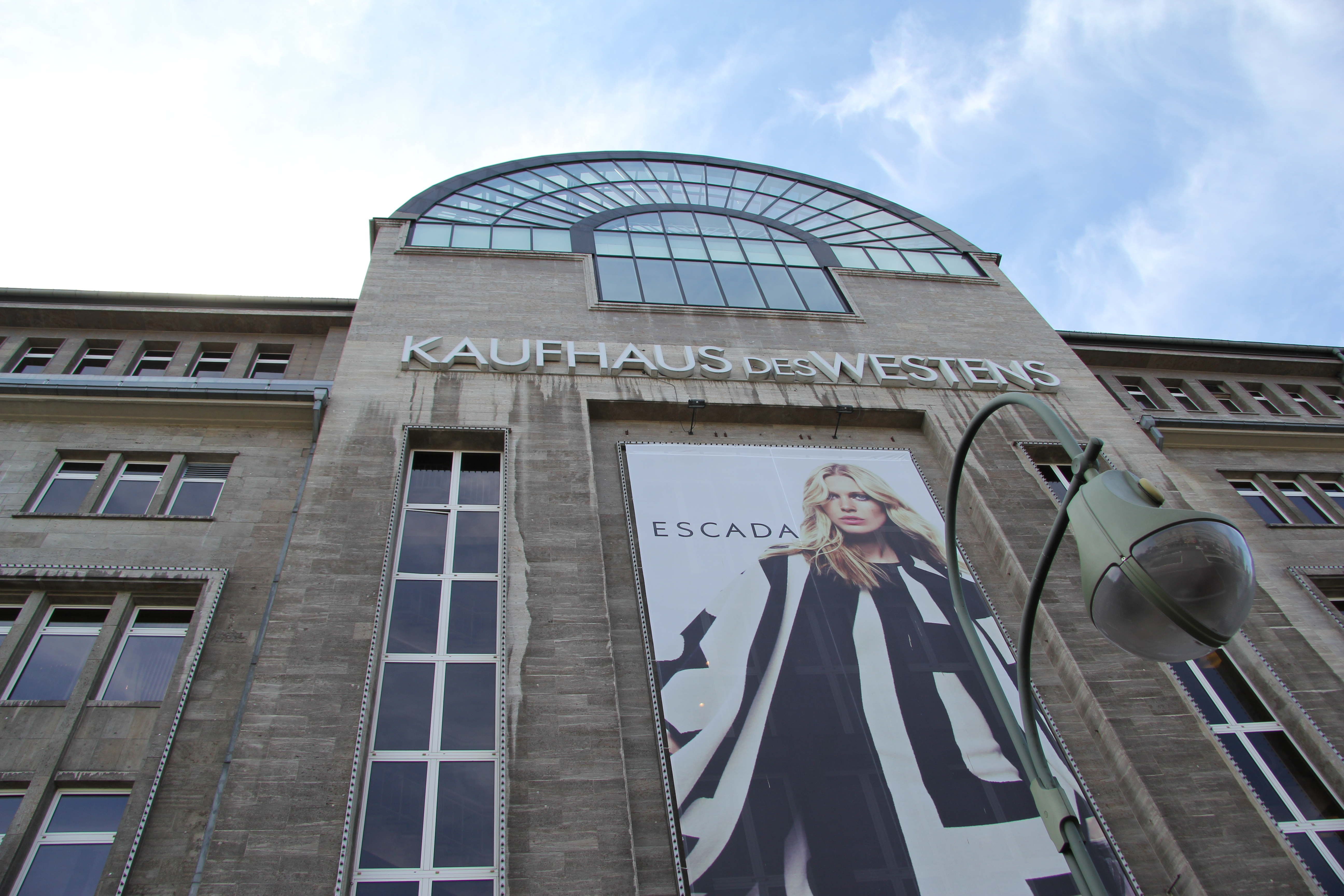
Fasad